# 대구태전초등학교
대구태전초등학교는 대한민국 대구광역시 북구에 있는 공립 초등학교이다.

## 역사
- 1960-11-18 대구관일국민학교로 설립인가
- 1975-01-08 대구태전국민학교로 교명변경
- 1994-03-01 대구태전국민학교 개교(32학급)
- 1996-03-01 대구태전초등학교로 교명 변경(특수학급 신설)
- 1996-05-04 대구태전초등학교 병설유치원 설립인가
- 1997-09-01 대구태현초등학교 수용 전환 468명
- 1998-07-08 열린교육 협력단지 협력학교 수업공개 및 협의회
- 1999-05-11 태전국악관현악단 창단
- 2000-03-01 대구태현초등학교 수용 전환 201명
- 2004-10-29 태전 도서관 개관
- 2005-03-01 학교숲 조성사업(2006년까지)
- 2005-09-12 과학실 현대화 사업 완료
- 2006-02-28 급식엘리베이터 시설완공
- 2006-08-30 보육교실(토리방) 완공
- 2006-10-10 민간업체 컴퓨터실 개보수
- 2007-02-01 학교역사관 조성
- 2007-09-20 교실내부도색공사, 1-4학년 책걸상 교체
- 2008-12-18 보건실 현대화 사업 완공
- 2009-02-05 학교 교문 보·차도 분리공사
- 2010-02-15 제17회 졸업식(139명 졸업, 졸업생 누계 3,852명)
- 2010-03-01 24학급 편성(특수 1학급 포함)
- 2010-09-01 제7대 송준각 교장취임
- 2010-10-26 화장실 및 식당 현대화 공사 완공
- 2011-02-19 안전강화학교 출입통제소 설치
- 2011-03-01 23학급 편성(특수 1학급 포함)
- 2011-09-15 국악실 방음 공사 완공
- 2012-01-08 체조 체육관 준공
- 2012-01-20 운동장 놀이시설 및 안전 울타리 완공
- 2012-02-16 제18회 졸업식(106명 졸업, 졸업생 누계 3,958명)
- 2012-03-01 22학급 편성(특수 1학급 포함)
- 2012-05-01 다목적 체욱관 "태전관" 개관
- 2012-12-14 민간참여 컴퓨터실 구축
- 2013-02-14 Wee클래스(상담실) 구축
- 2013-02-15 제19회 졸업식(111명, 누계 3,929명)
- 2013-03-01 제8대 황경자 교장 취임
- 2013-03-01 20학급 편성(특수 1학급 포함)
- 2013-11-13 급식실 현대화 사업
- 2014-01-31 학교 서편교문 구축
- 2014-02-13 제20회 졸업식(88명, 누계 4,017명)
- 2014-03-01 19학급 편성(특수1학급 포함)
- 2015-02-13 제21회 졸업식(76명, 누계 4,093명)
- 2015-03-01 18학급 편성(특수 1학급 포함)
- 2015-09-01 제9대 김윤일 교장 취임

## 참고 자료
- 대구태전초등학교 - 한국교육학술정보원 학교알리미